# Петров, Виктор Александрович (генерал)
Ви́ктор Алекса́ндрович Петро́в (1820—1885) — русский генерал, участник покорения Кавказа и Крымской войны.

## Биография
Родился 8 (20) января 1820 года; происходил из дворян Херсонской губернии. Потомок сербских гусар, переселившихся в Россию при императрице Елизавете Петровне, он воспитывался в одесском Ришельевском лицее, по окончании которого 1 мая 1837 года поступил юнкером в Елисаветградский гусарский полк; 7 июня 1838 года, выдержав экзамены, был произведён в офицерский чин корнета, а в 1840 году — в поручики. С первых же шагов своей служебной карьеры он сумел выделиться из среды товарищей и составил себе репутацию лучшего ездока в дивизии. Энергичный по природе, Петров искал кипучей деятельности и стремился в ряды борцов Кавказа, привлекавшего в то время лучшие наши молодые силы.
Командированный 1 февраля 1845 г. на Кавказ, он принял участие в Даргинской экспедиции  и обратил на себя внимание своей храбростью. Представленный к награде, Петров, однако, отказался от неё и просил взамен её определить одного из трех своих братьев на казённый счет в военно-учебное заведение, но император Николай I приказал принять всех троих в кадетский корпус, Петров же 12 октября 1845 г. был произведён за отличие в штабс-ротмистры.
13 февраля 1846 г. он перевёлся в Нижегородский драгунский полк в то время, когда последний расположился на Сулаке в Чир-Юрте. Образованный, начитанный, с репутацией опытного боевого офицера и притом знатока кавалерийской службы, а наряду с этим и не чуждый поэтического дарования, он не замедлил приобрести симпатии общества офицеров полка. Инициативе Петрова, между прочим, обязан возникновением и любительский драматический кружок в Чир-Юрте. Первым самостоятельным делом Петрова было отражение у Чир-Юрта скопища горцев, напавших на эскадрон нижегородцев, которым он командовал. За это дело была им получена благодарность главнокомандующего в приказе по корпусу от 30 апреля 1848 года; в этом же году он был награждён орденами Св. Анны 3-й степени и Св. Владимира 4-й степени. Вообще вся тогдашняя жизнь нижегородцев проходила в непрерывных стычках и отдельных геройских подвигах. Из наиболее значительных экспедиций до 1853 г., в которых участвовал Петров, были зимний Чеченский поход 1851 года в отряде генерал-майора Козловского и в 1853 г. — экспедиция против горцев отряда генерал-адъютанта князя Аргутинского-Долгорукова. В том же году дивизион Петрова в составе Александропольского отряда князя Бебутова перешёл границу Турции и принял деятельное участие в двух больших сражениях: под Башкадыкларом и Кюрюк-Дара, решивших участь Турецкой кампании. В битве при Башкадыкларе, где вообще главную роль сыграла кавалерия, Петров во главе своего дивизиона, вскочив на плато, занятое двумя батальонами турецкой пехоты при двух орудиях, врубился в неприятельское каре. Лошадь под ним была истерзана штыками, но сам он остался невредим. Турецкие батальоны были изрублены и оба орудия взяты. Этот подвиг доставил Петрову чин подполковника, полугодовой оклад жалования в виде награды и 6 февраля 1854 г. орден св. Георгия 4-й степени:
В воздаяние отличного мужества и храбрости, оказанных в сражении с Турками, 19-го Ноября 1853 года, на Кадыклярских высотах
В воспоминание об атаке дивизиона Петрова при Башкадыкларе, генерал Багговут подарил полку картину, изображающую этот момент боя. Кампания 1854 г. началась 24 июня переходом Александропольского корпуса через Кар-Чай у Длеюмушлинской переправы, а ровно через месяц произошёл Кюрюк-Даринский бой. Принять сражение пришлись нашим войскам на очень неудобной позиции. В начале боя пехота нашего левого фланга подалась назад и для спасения отряда решено было пожертвовать кавалерией. Шесть эскадронов драгун должны были остановить турецкую пехоту, перед которой отступали наши батальоны. Атака началась подивизионно. Первыми пошли пикинёры, их сменил дивизион Петрова. Командиры обоих его эскадронов были убиты. Под Петровым была убита лошадь, сам он опрокинут ударом приклада в грудь, но несмотря на сильный удар поднялся на ноги и был контужен осколком ядра в ногу. Победа 16-тысячного русского отряда над 60-тысячным корпусом Мушира-Зарифа-Мустафы-паши досталась нам благодаря храбрости кавалерии и стоила больших потерь. Из 33-х офицеров Нижегородский полк потерял в этом сражении 23. О роли, какую играл в этом деле Петров, можно судить по солдатской песне, сложенной по поводу Кюрюк-Даринской битвы: «Кюрюк-Дара кто помнит, тот помнит, как Петров сказал, что не уронит он славы храбрецов... Два наших командира погибли на штыках, Петров был ранен также, но все стоял в рядах».
В 1855 году, с 28 мая по 16 ноября, В. А. Петров участвовал в осаде Карса.
С 1857 по 1864 г. он принимал участие в покорении Чечни и Дагестана, а также и в покорении Западного Кавказа в качестве сперва командира 1-го Кизляро-Гребенского казачьего, затем 17-го Северского драгунского полков, причем 20 июня 1864 г. за отличие в делах против горцев произведён был в генерал-майоры.
В 1865 г. высочайшим приказом Петров назначен был помощником начальника Кавказской кавалерийской дивизии, и в этой должности состоял до назначения его 28 апреля 1871 года командующим 21-й пехотной дивизией; в 1866 году награждён орденом Св. Станислава 1-й степени, в 1869 году — орденом Св. Анны 1-й степени; 30 августа 1873 г. он был произведён в генерал-лейтенанты. В 1876 году стал кавалером ордена Св. Владимира 2-й степени; в должности начальника дивизии он принимал участие в усмирении восстания горцев в Дагестане, а в 1877 г. — в отряде, бывшем под начальством князя Меликова; командуя с 5 октября по 19 декабря Дагестанским отрядом, он взял штурмом 2 и 3 ноября аул Согратль и 19 декабря укрепленный аул Цудахар и за эти подвиги 17 февраля 1878 г. был награждён орденом св. Георгия 3-й степени № 564:
Во время возмущения в Дагестане, в деле с мятежниками у сел. Сагрытлы, 2 ноября 1877 года, находясь впереди войска, после шестичасового ожесточенного боя, отразил отчаянную вылазку неприятеля, взял укрепление и уничтожил защитников.
Командиром 8-го армейского корпуса Петров был назначен высочайшим приказом 10 мая 1882 г. и состоял в этой должности до 21 июня 1885 г., т. е. до самой смерти, которая по экспертизе врачей вызвана была переутомлением организма вследствие полной трудов и лишений службы на Кавказе, а также катаром легких — последствием ушиба груди, полученного им в сражении при Кюрюк-Дара. Незадолго до смерти получил орден Белого орла.
Петров был не только храбрым офицером, но и хорошим администратором. По приказанию его императорского высочества главнокомандующего Кавказской армией, в 1870 году возложен был на него ближайший надзор над открываемым в г. Ставрополе урядничьим училищем, за успешное открытие которого, несмотря на все встреченные по особым местным условиям затруднения, его императорским высочеством Главнокомандующим Кавказской армией великим князем Михаилом Николаевичем объявлена была Петрову благодарность.
Он был автором ряда военных песен, среди которых и полковой гимн Нижегородского драгунского полка. Ему также принадлежит перевод «Божественной комедии» Данте (издания в 1871 и 1878 гг.).
Погребен Петров в Одессе.